# Baumgarten (Burgenland)
Pour les articles homonymes, voir Baumgarten.
Baumgarten est une commune d'Autriche, dans le Burgenland située à 40 kilomètres de Vienne, à l'Est du pays près de la frontière slovaque. Elle fait partie du district de Mattersburg.
Près de la moitié de la population de cette commune appartient à la minorité croate du land.

## Accident gazier du 12 décembre 2017
La commune abrite un important terminal gazier (hub qui est l'un des éléments essentiels du "Central European Gas Hub" ou CEGH) exploité par la compagnie pétrolière autrichienne privée OMV (secteur d'activité aval du groupe). 
Avec en 2017 une capacité annuelle de 40 milliards de mètres cubes, c'est un point stratégique pour le marché pour le gaz russe et norvégien et pour l'Europe centrale car près de 10 % de la demande européenne en gaz y transite, notamment en direction de l'Italie et la Croatie. OMV exploite également deux centrales à gaz en Roumanie et en Turquie. Ce terminal a en partie explosé le  12 décembre 2017, l'accident faisant un mort et 21 blessés, dont un grave (bilan au ) mais le transit gazier a pu reprendre « à 100 % » le lendemain de l'explosion alors qu'en cette période froide de l'année ce sont environ 6 millions de mètres cubes de gaz qui y transitent chaque heure. L'installation d'un nouveau filtre pourrait être à l'origine d'une « défectuosité technique » en cause, alors que depuis sa mise en service fin des années 1960 ce hub n’a « jamais connu d’accident en 50 ans ».